# Madagaskar 2
Madagaskar 2 (ang. Madagascar 2: Escape to Africa) – kontynuacja filmu Madagaskar z 2005 roku, wyprodukowana przez studio DreamWorks. Światowa premiera odbyła się 7 listopada 2008, a polska – 1 stycznia 2009 roku. 30 grudnia 2008 roku w Warszawie, Krakowie, Dąbrowie Górniczej, Poznaniu, Gdańsku i Wrocławiu odbyły się pokazy przedpremierowe filmu.

## Obsada
- Ben Stiller – Alex
- Chris Rock –
  - Marty,
  - Zebry
- David Schwimmer – Melman
- Jada Pinkett Smith – Gloria
- Sacha Baron Cohen – król Julian XIII
- Cedric the Entertainer – Moris
- Andy Richter – Mort
- Bernie Mac – Zuba
- Alec Baldwin – Makunga
- Sherri Shepherd – Mama Alexsa
- Will.i.am – Moto-Moto
- Elisa Garielli – Nana
- Tom McGrath – Skipper
- Chris Miller – Kowalski
- Christopher Knights – Szeregowy
- Conrad Vernon – Rico
- Bryceson Holcomb – Lyle
- Kathryn Feller – struś
- Fred Tatasciore –
  - Teetsi,
  - Jeden z kłusowników,
  - Słoń

## Wersja polska[2]
Wersja polska: Start International Polska

Reżyseria: Marek Robaczewski

Dialogi: Bartosz Wierzbięta

Kierownictwo muzyczne: Marek Klimczuk

W wersji polskiej udział wzięli:
- Artur Żmijewski – Alex
- Małgorzata Kożuchowska – Gloria
- Piotr Adamczyk – Melman
- Klaudiusz Kaufmann – Marty
- Jarosław Boberek – król Julian
- Maciej Miecznikowski – Moto Moto
- Grzegorz Pawlak – Skipper
- Jacek Lenartowicz – Kowalski
- Marcin Troński – Zuba
- Jacek Rozenek – Makunga
- Tomasz Steciuk – Private/Szeregowy
- Tomasz Bednarek – Mort
- Wojciech Paszkowski – Maurice

i inni

## Ścieżka dźwiękowa
1. „Once Upon A Time In Africa” autor Hans Zimmer
2. „The Traveling Song” autor will.i.am
3. „Party, Party, Party” autor Hans Zimmer
4. „I Like to Move It” autor will.i.am
5. „The Good, the Bad and the Ugly (polka version)” autor Hans Zimmer
6. „Big and Chunky” autor will.i.am
7. „Chums” autor Heitor Pereira
8. „Theme from New York, New York (polka version)” autor Hans Zimmer
9. „Volcano” autor Hans Zimmer
10. „Rescue Me” autor Hans Zimmer
11. „More than a Feeling” autor Boston
12. „She Loves Me” autor will.i.am
13. „Foofie” autor Hans Zimmer
14. „Copacabana (At the Copa)” autor Barry Manilow
15. „Monochromatic Friends” autor Hans Zimmer
16. „Best Friends” autor will.i.am
17. „Alex On The Spot” by Hans Zimmer autor will.i.am